# Casa Fuerte de Barcelona
La Casa Fuerte es un Monumento Histórico Nacional de Venezuela, con origen en un convento franciscano de época española del siglo XVIII, situado en Barcelona, Estado Anzoátegui, Venezuela.  

## Historia

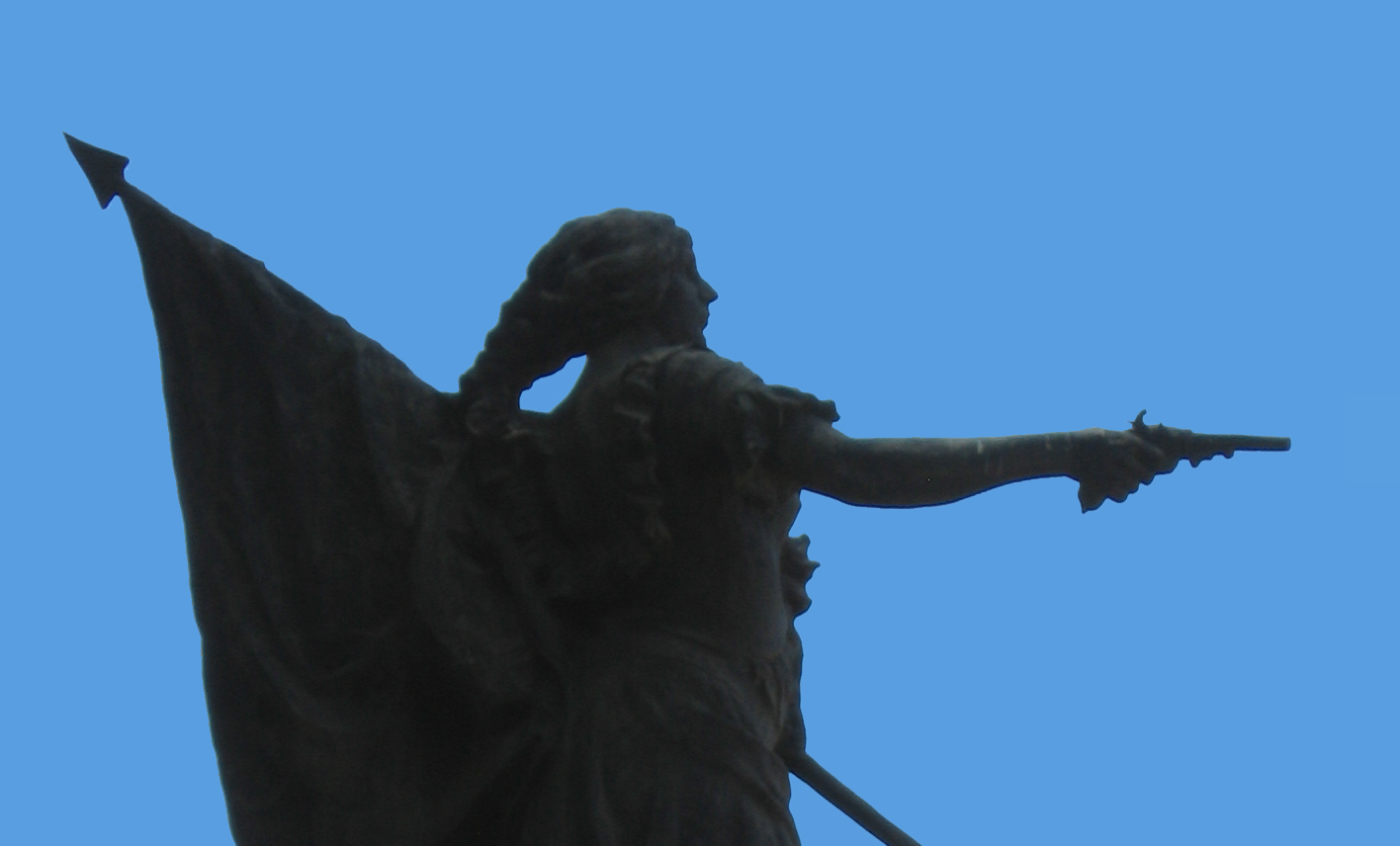
Eulalia Ramos

Construido en época de la Capitanía General de Venezuela, el convento fue el centro de las misiones de Hermanos menores recoletos, desde donde los frailes salían para difundir el evangelio hasta los llanos al sur de Venezuela. 
En 1811 fue ocupada por los independentistas venezolanos durante la guerra de Independencia de Venezuela. En 1817 fue convertido en fuerte por Simón Bolívar, quien dejó encargada la defensa de Barcelona al irlandés Charles Chamberlain y al barcelonés Pedro María Freites, marchando en marzo junto al grueso de los efectivos y municiones. El 7 de abril de 1817 el ejército realista al mando de Aldama y Morales ocupó Barcelona habiendo servido Casa Fuerte como refugio de los vecinos durante los combates. Chamberlain se suicidó, Freites fue herido gravemente y hecho prisionero. Tanto Freites como el doctor Francisco Esteban Rivas fueron condenados a pena de muerte, fusilados en la plaza Mayor de Caracas por órdenes del Capitán General Salvador de Moxó.

## Descripción
En 1960 las ruinas de la Casa Fuerte, situadas frente a la Plaza Bolívar de Barcelona, fueron declaradas Monumento Histórico Nacional de Venezuela. Cuentan con esculturas del militar Pedro María Freites y de Eulalia Buroz de Chamberlain.